# Rubinius
Rubinius es una implementación alternativa del lenguaje de programación Ruby creado por Evan Phoenix. Basado libremente en el diseño de Smalltalk-80 Blue Book, Rubinius tiene como objetivo "proporcionar un ambiente rico y de alto rendimiento para la ejecución de código Ruby".

## Objetivos
Rubinius sigue las tradiciones de Lisp y Smalltalk, haciendo que la mayor parte de la implementación Ruby este construida en código Ruby.
También tiene como objetivo la seguridad en hilos con el fin de ser capaz de integrar más de un intérprete en aplicaciones individuales.

## Apoyo
Desde el año 2007 hasta el 2013, Engine Yard ha financiado el proyecto mediante la contratación de un ingeniero para trabajar a tiempo completo en Rubinius. Evan Phoenix es ahora CEO de Vektra.